# Finlandia (vodka)
 For alternative betydninger, se Finlandia (flertydig). (Se også artikler, som begynder med Finlandia)
Finlandia er en vodka fra Finland lavet af Altia destilleri, som ligger i Ilmajoki. Den laves på korn og holder en alkohol-procent på 40.
Den blev første gang lanceret i 1970 og i USA 1971 og mærket er i dag ejet af det amerikanske firma Brown-Forman Corporation.